# Haken
A Haken egy brit progresszív rock/progresszív metal együttes, amelyet 2007-ben alapított Richard Henshall gitáros/billentyűs, Ross Jennings énekes és Matt Marshall gitáros Londonban. Nem sokkal később csatlakozott hozzájuk Peter Jones billentyűs és Raymond Hearne dobos. 2007 végén felvettek egy demót Enter the 5th Dimension címmel, amelyen a basszusgitáron ideiglenesen Thomas MacLean, a To-Mera basszusgitárosa játszott, aki később állandó tag lett. A demó pozitív fogadtatása sikereként a Riverside előzenekaraként játszhattak. 2008-ban Jonest és Marshallt rendre Diego Tejeida és Charlie Griffiths váltotta. Ezt követően a King's X, a Bigelf és a To-Mera előzenekara voltak, majd a Laser's Edge szerződtette őket a Sensory Records progresszív metal kiadóhoz. Első albumuk Aquarius néven 2010-ben jelent meg. Zeneileg egyebek mellett a Rush, a Kansas, a The Tangent és az olasz szimfonikus rock elemei keverednek stílusukban.

## Története

### Virus
Április 3-án a zenekar bejelentette, hogy hatodik stúdióalbuma Virus címmel június 5-én fog megjelenni. Ugyanezen a napon kiadták a Prosthetic című dalt kislemezen, valamint egy videoklip is megjelent hozzá. Ezzel a dallal készültek el elsőként az albumon, stilisztikailag jelentősen merít az 1980-as évekbeli thrash metal elemeiből, különösen Jeff Hanneman riffjei inspirálták. Az album mind zeneileg, mind a szöveg tekintetében a 2018-as Vector folytatása, a producer továbbra is Adam Getgood maradt a két album hasonló hangzása érdekében. A zenekar megerősítette, hogy bár a két album külön-külön is élvezhető, szoros kapcsolódásuk miatt azt tervezik, hogy egyszer élőben mindkét teljes albumot előadják egymás után.

## Tagok
Jelenlegi felállás
- Ross Jennings – énekes (2007 óta)
- Richard Henshall – gitáros (2007 óta)
- Raymond Hearne – dobos (2007 óta)
- Charles Griffiths – gitáros (2008 óta)
- Conner Green – basszusgitáros (2014 óta)
- Peter Jones – billentyűs (2007-2008), (2022 óta)

Korábbi tagok
- Matthew Marshall – gitáros (2007-2008)
- Peter Jones – billentyűs (2007-2008)
- Thomas MacLean – basszusgitáros (2007-2014)
- Diego Tejeida – billentyűs (2008-2021)

## Diszkográfia

### Stúdióalbumok
- Aquarius (2010)
- Visions (2011)
- The Mountain (2013)
- Affinity (2016)
- Vector (2018)
- Virus (2020)
- Fauna (2023)

### Demók
- Demo (2007)
- Enter the 5th Dimension (2008)

### Középlemezek
- Restoration (2014)

### Koncertalbumok
- L-VE (2018)
- L+VE (2018)